# Station Roche-lez-Beaupré
Station Roche-lez-Beaupré is een spoorwegstation in de Franse gemeente Roche-lez-Beaupré. Het ligt op de lijn Dole-Ville - Belfort en wordt bediend door de treinen van de TER Bourgogne-Franche-Comté.